# جان إيمانويل إيفا أونا
جان إيمانويل إيفا أونا (بالفرنسية: Jean-Emmanuel Effa-Owona)‏ (مواليد 26 ديسمبر 1983 في إكبونغو) هو لاعب كرة قدم كاميروني دولي سابق.

## المسيرة الرياضية
لعب أونا في السابق مع فريق ميتز في الدوري الفرنسي الدرجة الثانية. كما لعب في الدوري التركي الممتاز مع معمورة العزيز سبور وأنقرة غوجو وملطية سبور.

### ماليزيا
وقع أونا للعب مع نيغيري سيمبيلان الماليزي في موسم 2012. في أول ظهور له تمكن من تسجيل هدفين مما أعطى فوزاً بنتيجة 2-1 على كلنتن في كأس السوبر الماليزي لعام 2012. كانت هذه البطولة هي الأولى لنيغيري سيمبيلان منذ عام 1985. مع نيغيري سيمبيلان تصدر أونا لائحة هدافي الدوري برصيد خمسة عشر هدف. انضم إلى ترغكانو في موسم 2013. ومع ذلك بعد موسم مع ترغكانو عاد إلى نيغيري سيمبيلان الذي هبط للتو من الدوري السوبر إلى الدوري الممتاز.